# Alexandre Holroyd
Pour les articles homonymes, voir Holroyd.
Alexandre Holroyd, né le 17 mai 1987 à Bâle (Suisse), est un homme politique franco-britannique. Investi par La République en marche, il est élu député le 18 juin 2017 dans la 3e circonscription des Français de l'étranger pour représenter la communauté française établie au Nord de l'Europe (îles Britanniques, Islande, Scandinavie, Finlande et pays baltes) et réélu le 19 juin 2022.

## Biographie

### Formation
Il étudie au lycée français Charles-de-Gaulle à Londres puis obtient une licence en économie et politique économique européenne à la London School of Economics, ainsi qu'un master en études européennes au King's College de Londres. En 2008, il suit le programme international de Sciences Po Paris[source insuffisante].

### Vie professionnelle
Alexandre Holroyd travaille trois ans pour le bureau bruxellois du cabinet de conseil FTI Consulting avant de rejoindre celui de Londres en 2014. Il démissionne plus tard de son poste de consultant en stratégie pour lancer En marche ! au Royaume-Uni en 2016. En 2017, il est élu député de la troisième circonscription des Français établis hors de France, mandat dans lequel il est reconduit à l'issue des élections françaises législatives de 2022.
En 2018, il intègre le programme franco-britannique Young Leaders, lancé un an plus tôt par le duc et la duchesse de Cambridge.

### Carrière politique
Alexandre Holroyd quitte son emploi pour fonder le mouvement En Marche ! à Londres quelques semaines après le vote britannique sur le Brexit.
Il remporte les élections législatives de la 3e circonscription des Français de l'étranger le 18 juin 2017 en obtenant 70,11 % des voix face à Axelle Lemaire. Il est réélu pour un deuxième mandat le 19 juin 2022 avec 55,80% des voix. Le 13 juin 2024, il annonce qu’il ne se représente pas et sera suppléant de Vincent Caure. Il est membre du parti Renaissance.

#### Finance verte
En décembre 2019, le Premier ministre, Edouard Philippe lui confie une mission d'évaluation des meilleures pratiques en matière de finance verte et d'organisation des places financières dans l'Union européenne. Le 22 juillet 2020, il remet son rapport intitulé « Choisir une finance verte au service de l'accord de Paris » à Barbara Pompili, ministre de la Transition écologique et Bruno Le Maire, ministre de l’Économie, des Finances et de la Relance. Il y formule 24 recommandations pour mieux orienter les flux d’investissement vers le financement de la transition écologique, accompagner les particuliers et les entreprises vers une épargne durable et maintenir le leadership de la place de Paris en matière de finance verte.

#### Commission de surveillance de la Caisse des dépôts et consignations
Le 7 août 2022, dans le cadre de son deuxième mandat de député, Alexandre Holroyd est nommé membre de la Commission de surveillance de la Caisse des dépôts et consignations. Le 9 septembre suivant, il est élu à l'unanimité président de la Commission de surveillance. Il ré-affiche dans ce cadre sa volonté de faire de l'institution un soutien de la transition écologique et inscrit en haut de l'agenda de son mandat « la poursuite de l'engagement climatique de la Caisse des dépôts ».

#### Au sein de LREM
En 2021, en vue de préparer le programme de La République en marche pour l'élection présidentielle de 2022, il est chargé de piloter le groupe de travail Économie avec Roland Lescure.